# Clay Alexander
Clay (Clayton) Alexander, född 1975 i Chicago i USA, är en amerikansk företagare och uppfinnare.
Clay Alexander utbildade sig 1996–1999 till formgivare, med inriktning på belysning, på California Institute of the Arts. Han upp där han uppfann på 2000-talet en lysdiodlampa som tillverkas av General Electric.
Han har grundat elektronikföretag, bland andra Ember Technologies 2012. Embers första produkt var en temperaturreglerande mugg för varm dryck 2016, baserad på elektronik utan rörliga delear.